# René Stein
 René Stein (* 1981 in Hagen) ist ein deutscher Koch.

## Werdegang
In der Ausbildung ab 1998 wurde Stein durch das Buch Geheimnisse aus meiner 3 Sterne Küche von Dieter Müller inspiriert. 2002 wechselte Stein zum Tafelservice Art Manger bei Heiko Antonievicz in Dortmund, 2003 zum Tigerpalast in Frankfurt und 2005 zum Restaurant Amador bei Juan Amador in Langen (drei Michelinsterne).
Dann ging er 2010 in die USA und wurde Küchenchef im Restaurant Seasonal in New York City, 2013 im Restaurant Hospoda in New York und 2014 in The Rose in Jackson in Wyoming. 2016 kam er zurück nach Deutschland und wurde Chef im Schwarzer Adler in Nürnberg, das 2019 mit einem Michelinstern ausgezeichnet wurde.
2022 wurde er Chef des Restaurant Tisane in Nürnberg, das 2023 mit einem Michelinstern ausgezeichnet wurde.

## Auszeichnungen
- 2019: Ein Michelinstern für das Restaurant Schwarzer Adler in Nürnberg[2]
- 2023: Ein Michelinstern für das Restaurant Tisane in Nürnberg[3]
- 2023: Aufsteiger des Jahres, Gusto[3]